# Укра
Андре Филипе Алвеш Монтейро (на португалски: André Filipe Alves Monteiro), познат като Укра, е португалски футболист, крило, който играе за ЦСКА (София). След само 1 изигран неофициален мач, през лятото на 2018 г. е освободен от ЦСКА (София).

## Клубна кариера
Роден е на 16 март 1988 г. в португалския град Вила Нова де Фамаликао. Преминава през юношеските формации на ФК Порто.
От 2018 г. е футболист на ЦСКА (София).